# Eleanor Perenyi
Eleanor Spencer Stone Perényi (4 de enero de 1918 – 3 de mayo de 2009) fue jardinera y escritora estadounidense. Escribió diversos libros como Green Thoughts, una colección de ensayos basadas en sus propias experiencias de jardinería.

## Biografía
Eleanor Perenyi era hija del oficial de la Marina de Estados Unidos, Ellis S. Stone y Grace Zaring Stone. Grace Zaring Stone escribió la novela antinazi Escape bajo el pseudónimo Ethel Vance, por temor a poner en peligro la seguridad de su hija, que entonces vivía con su marido, el hijo del noble barón húngaro Zsigmond Perényi, un profascista húngaro.

## Obras
Perenyi es conocida por ser la autora de Green Thoughts: A Writer in the Garden, que se basó en su trabajo en la finca rural de su marido cerca de la actual ciudad de Vynohradiv, Ucrania (la antigua Nagyszőlős, Hungría). Su vida allí se registra en sus memorias de 1946 "More Was Lost", que describe su matrimonio con su noble esposo húngaro y el impacto de la Segunda Guerra Mundial en la vida en la Hungría rural. Otros libros fueron la novela basada en la Guerra Civil Americana The Bright Sword (1955) y un estudio de Franz Liszt.

## Premios
Perenyi fue galardonada en la sección de literatura de la Academia Estadounidense de las Artes y las Letras en 1982.